# Episodi di Parks and Recreation (settima stagione)
La settima ed ultima stagione della serie televisiva statunitense Parks and Recreation, composta da 13 episodi, è andata in onda su NBC dal 13 gennaio al 24 febbraio 2015.
In Italia è stata trasmessa in prima visione su Joi dal 29 maggio al 3 luglio 2015.
| nº | Titolo originale                                       | Titolo italiano                | Prima TV USA     | Prima TV Italia |
| -- | ------------------------------------------------------ | ------------------------------ | ---------------- | --------------- |
| 1  | 2017                                                   | Gara d'appalto                 | 13 gennaio 2015  | 29 maggio 2015  |
| 2  | Ron & Jammy                                            | Una prova di resistenza        | 13 gennaio 2015  | 29 maggio 2015  |
| 3  | William Henry Harrison                                 | William Henry Harrison         | 20 gennaio 2015  | 5 giugno 2015   |
| 4  | Leslie & Ron                                           | Il segreto svelato             | 20 gennaio 2015  | 5 giugno 2015   |
| 5  | Gryzzlbox                                              | Violazione della privacy       | 27 gennaio 2015  | 12 giugno 2015  |
| 6  | Save JJ's                                              | Una squadra invincibile        | 27 gennaio 2015  | 12 giugno 2015  |
| 7  | Donna & Joe                                            | Donna e Joe                    | 3 febbraio 2015  | 19 giugno 2015  |
| 8  | Ms. Ludgate-Dwyer Goes to Washington                   | Il nuovo lavoro                | 10 febbraio 2015 | 19 giugno 2015  |
| 9  | Pie-Mary                                               | Le pasticciarie                | 10 febbraio 2015 | 26 giugno 2015  |
| 10 | The Johnny Karate Super Awesome Musical Explosion Show | L'ultimo episodio              | 17 febbraio 2015 | 26 giugno 2015  |
| 11 | Two Funerals                                           | Due funerali                   | 17 febbraio 2015 | 3 luglio 2015   |
| 12 | One Last Ride part 1                                   | L'ultima corsa (prima parte)   | 24 febbraio 2015 | 3 luglio 2015   |
| 13 | One Last Ride part 2                                   | L'ultima corsa (seconda parte) | 24 febbraio 2015 | 3 luglio 2015   |